# Vivaldi (navegador web)
O Vivaldi é um navegador gratuito desenvolvido pela Vivaldi Technologies, uma empresa fundada por Tatsuki Tomita e pelo cofundador e antigo diretor executivo da Opera Software, Jon Stephenson von Tetzchner. O Vivaldi foi lançado oficialmente em 6 de abril de 2016.
Apesar de pretender chegar a todos os utilizadores, foi sobretudo dirigido a utilizadores avançados e antigos utilizadores do Opera Browser, os quais ficaram insatisfeitos pela transição do motor Presto para o Blink, em que várias funcionalidades populares foram removidas. 
O Vivaldi trouxe de volta antigas funcionalidades populares do Opera 12, ao mesmo tempo que introduziu funcionalidades novas e inovadoras. O navegador é atualizado semanalmente, na forma de snapshots, e ganhou popularidade desde o lançamento da sua primeira technical preview. 
No dia 3 de novembro de 2015, a Vivaldi Technologies lançou a sua primeira versão beta do navegador Vivaldi e anunciou que as technical previews do navegador tinham sido transferidas 2 milhões de vezes. A primeira versão estável do Vivaldi foi lançada no dia 6 de abril de 2016. Para equipamentos móveis Android foi lançada a primeira versão beta a 6 de setembro de 2019, sendo a primeira versão estável para esse sistema lançada a 22 de abril de 2020.
A 16 de fevereiro de 2022, o Vivaldi tinha mais de 2,3 milhões de utilizadores ativos e mais de 1 milhão de membros ativos na sua comunidade.

## História
O Vivaldi começou como uma comunidade virtual que substituiu o My Opera, o qual foi encerrado pela Opera Software em março de 2014. Jon Stephenson von Tetzchner ficou chateado com a decisão, pois acreditava que a comunidade tinha sido muito útil para o Opera web browser. Tetzchner lançou, então, a comunidade Vivaldi — uma comunidade virtual que fornecia aos utilizadores registados um fórum, um serviço de blogue, entre outros — para substituir o My Opera. Mais tarde, a 27 de janeiro de 2015, a Vivaldi Technologies lançou — pensando na comunidade — a primeira technical preview do Vivaldi. O seu nome vem do compositor italiano Antonio Vivaldi, o qual, de acordo com um dos criadores, é um nome fácil de lembrar e perceber em todo o mundo.
Em setembro de 2021, o Vivaldi substituiu o Firefox como navegador predefinido do Manjaro Linux, Cinnamon Community Edition. Os responsáveis desse sistema operativo basearam a sua decisão no grande número de funcionalidades e no nível de personalização excecional. Em dezembro de 2021, o Vivaldi tornou-se no primeiro navegador internet disponível para o sistema operativo Android, utilizado pela fabricante sueca de veículos elétricos Polestar. 

## Características

### Design e personalização
Vivaldi tem uma interface minimalista, com ícones e fontes básicas e um esquema de cores que muda de acordo com o fundo e o design da página visitada. O navegador também permite que os utilizadores personalizem a aparência dos elementos da interface, como a cor do fundo, o tema, a posição da barra de endereços e de separadores, e a página inicial. De acordo com o diretor executivo, Jon von Tetzchner, o nível de personalização única do Vivaldi é uma parte importante dos serviços fornecidos aos utilizadores avançados.

### Usabilidade e produtividade
As funcionalidades do Vivaldi permitem agrupar separadores, tirar notas em páginas web e adicionar notas aos favoritos. Além disso, os utilizadores podem utilizar a speed dial para um acesso rápido, além de disporem dos comandos rápidos para diversas ações. O Vivaldi é construído com tecnologias web, como HTML5, Node.js, React, e vários módulos NPM. A partir da Technical Preview 4, o Vivaldi passou a suportar a utilização de gestos do rato para ações como mudar de separador ou retroceder. A partir da versão 2.0, o Vivaldi incorporou um serviço chamado Sync, possibilitando que favoritos, históricos, preferências, notas, palavras-passe extensões sejam transferidas entre dois ou mais computadores. Ao longo da sua evolução, o Vivaldi tem vindo a acrescentar várias ferramentas de produtividade, para ajudar os seus utilizadores a conseguirem fazer mais sem sair do navegador. Alguns exemplos são a funcionalidade de comandos rápidos, com calculadora integrada, ou a possibilidade de definir cadeias de comandos para executar rapidamente ações frequentes. A partir da versão 4.0 inclui (ainda em Beta) um cliente de correio eletrónico com suporte para IMAP e POP3, gestão de calendários, leitor de feeds RSS e Atom e gestão de contactos. Também traduz páginas (ou excertos) sem necessidade de extensões, graças ao seu motor de tradução fornecido pela Lingvanex.

### Privacidade e segurança
O Vivaldi inclui bloqueio de anúncios, pop-ups e rastreios. Estas funcionalidades bloqueiam anúncios intrusivos, ajudam as páginas a carregar mais depressa e ajudam a proteger contra anúncios e rastreadores mal intencionados. O Vivaldi desativa também várias funcionalidades do código fonte Chromium consideradas mais intrusivas e adopta uma política que põe a privacidade dos seus utilizadores em primeiro lugar. Dispõe também da capacidade de sincronizar vários dados de navegação entre vários equipamentos. Tal como a maioria dos navegadores mais populares, disponibiliza ainda um modo de navegação privada, que elimina todos os vestígios de navegação depois de fechar o separador.

### Extensões
O Vivaldi pode usar muitas das extensões de navegador desenvolvidas para Google Chrome e para Firefox (já que usam a API WebExtension) e os utilizadores podem instalar extensões diretamente a partir da Chrome Web Store. A maior parte destas funcionam corretamente no Vivaldi, com exceção de algumas extensões que envolvem alterações à interface do navegador, devido ao elevado nível de personalizações do Vivaldi sobre o código fonte do Chromium.

## Funcionalidades

### Gestão de guias
Funções únicas lhe dão controle total sobre a forma como você agrupa e exibe as guias.

### Personalização
Modifique e configure cada parte do seu navegador para criar uma experiência única feita para você.

### Interface de usuário
Uma interface que lhe deixa ajustar as posições, tamanhos e aparência da interface do navegador.

### Navegação
Aceda o que você procura mais rápido com gestos de mouse, atalhos de teclado e um gestor de marcadores poderoso.

### Mouse e teclado
Use atalhos de teclado e gestos de mouse personalizáveis ou execute comandos como na linha de comando pelos Comandos Rápidos. A escolha está em suas mãos.

### Privacidade e segurança
O Vivaldi é desenvolvido com prioridade na privacidade, e lhe dá controle total de configurações essenciais para manter seus dados salvos.

### Ferramentas
Um arsenal de ferramentas incluídas como Notas, Propriedades da Imagem e mais lhe dão funcionalidades avançadas sem sacrificar o desempenho.

## Versão Android
Em 22 de abril de 2020 foi lançada a versão final do Vivaldi para Android. Recheado de funcionalidades e com uma interface característica. Tendo como destaque o bloqueador de anúncios, aumentando a privacidade.